# Ewald Böckenhoff
Ewald Böckenhoff (* 19. Juni 1929 in Raesfeld; † 20. Juli 2005 in Filderstadt) war ein Agrarmarktökonom und langjähriger Berater der deutschen Landwirtschaftsminister und der Europäischen Kommission.

## Biographie
Böckenhoff entstammt einer Bauernfamilie des westlichen Münsterlandes, besuchte das Gymnasium in Borken, studierte ab 1951 Landwirtschaft an der Rheinischen Friedrich-Wilhelms-Universität Bonn, legte 1954 die Diplomprüfung ab und war zunächst am Institut für landwirtschaftliche Betriebslehre angestellt. In Bonn wurde er Mitglied der Studentenverbindung K.D.St.V. Borusso-Westfalia Bonn. Nach seinem Eintritt in das Institut für landwirtschaftliche Marktforschung der Forschungsanstalt für Landwirtschaft „FAL“ in Braunschweig-Völkenrode 1955 widmete sich Böckenhoff unter dem Einfluss von Roderich Plate ausschließlich den Problemen der Agrarmärkte. Dort fertigte er seine Dissertation zu einem marktwirtschaftlichen Thema an, die er bei Heinrich Niehaus vorlegte und damit promovierte.
Während Böckenhoffs mehrjähriger Tätigkeit in Völkenrode kam es zu einer engen Zusammenarbeit mit Roderich Plate. Als dieser 1963 an die Landwirtschaftliche Hochschule Hohenheim berufen wurde, wechselte auch Böckenhoff dorthin. In Hohenheim war er als wissenschaftlicher Assistent am neu geschaffenen Institut für landwirtschaftliche Marktlehre tätig, habilitierte sich 1969 mit einem Thema in der Agrarforschung und lehrte im Bereich des Europäischen Agrarmarktes. 1972 wurde er zum Professor ernannt und nach Plates Emeritierung zu dessen Nachfolger und Direktor des Instituts für Agrarpolitik und landwirtschaftliche Marktlehre berufen, was er dann bis zu seiner Emeritierung 1994 blieb.
Die Publikationsliste Böckenhoffs und die seiner zahlreichen Doktoranden ist lang. Meist handelt es sich um Untersuchungen über Märkte von Schlachtvieh, Milch und Milcherzeugnissen. Die größte Zahl seiner Aufsätze erschien in der Zeitschrift „Agrarwirtschaft“. Böckenhoff war viele Jahre Mitherausgeber dieser Zeitschrift.

## Auszeichnungen
Für seine Leistungen wurde er 1989 mit der Wilhelm-Niklas-Medaille des Bundesministers für Ernährung, Landwirtschaft und Forsten, 1995 mit der Staatsmedaille des Landes Baden-Württemberg in Gold ausgezeichnet.

## Wichtigste Arbeiten
- Hans-Jürgen Metzdorf: Landwirtschaft und Markt in Bildern, Worten und Zahlen. 2., neubearb. u. erg. Auflage, Strothe, Hannover 1959 (Wissenschaftliche Schriftenreihe des AID; 17), auch Strothe, Hannover 1959 (Agrarwirtschaft. Sonderhefte; 1)
- Ewald Böckenhoff: Das Vermarktungssystem bei Schlachtvieh und Möglichkeiten zu seiner Rationalisierung. 1960
- Ewald Böckenhoff: Das Vermarktungssystem bei Schlachtvieh und Möglichkeiten zu seiner Rationalisierung. Strothe, Hannover 1960 (Agrarwirtschaft. Sonderhefte; 10)
- Ewald Böckenhoff: Marktstruktur und Preisbildung bei Schlachtvieh und Fleisch in der Bundesrepublik Deutschland. Als Maschinenschrift vervielfältigt, Forschungsgesellschaft für Agrarpolitik und Agrarsoziologie, Bonn 1966 (Schriftenreihe der Forschungsgesellschaft für Agrarpolitik und Agrarsoziologie; 166)
- Ewald Böckenhoff, L. Kohler, M. Raupp und F. Uhlmann: Short-Term forecasting of livestock numbers and livestock production in the Federal Republic of Germany, Denmark, the Netherlands and the United Kingdom. Institut für Landwirtschaftliche Marktlehre der Universität Hohenheim, Stuttgart 1970
- Ewald Böckenhoff: Bilanzierung der Nebenfleischarten in der BR Deutschland und Möglichkeiten ihrer Verbesserung. Gutachten im Auftrage des BML. Kurzfassung. Stuttgart-Hohenheim 1978
- S. Bauer: Landwirtschaft unter veränderten Rahmenbedingungen. Landwirtschaftsverlag, Münster-Hiltrup 1982 (Schriften der Gesellschaft für Wirtschafts- und Sozialwissenschaften des Landbaues; 19; Jahrestagung der Gesellschaft für Wirtschafts- und Sozialwissenschaften des Landbaues; 22)
- Ewald Böckenhoff: Perspektiven des Marktes für alternativ erzeugte Nahrungsmittel. Hohenheim 1983 (Arbeitsbericht; 1)
- Ewald Böckenhoff: Markets and Marketing. Beijing 1984
- Roderich Plate: Grundlagen der Agrarmarktpolitik. 3., überarb. Auflage, BLV-Verlagsgesellschaft, München [u. a.] 1984
- Ewald Böckenhoff: Produktionsbegrenzende Maßnahmen bei Getreide. Erfahrungen in wichtigen Produktionsländern, Bewertung und Übertragbarkeit auf die Europäische Gemeinschaft. Landwirtschaftsverlag, Münster-Hiltrup 1985 (Schriftenreihe des Bundesministers für Ernährung, Landwirtschaft und Forsten. Reihe A, Angewandte Wissenschaft; 317)
- Ewald Böckenhoff: Analyse der Betriebs- und Produktionsstrukturen sowie der Naturalerträge im alternativen Landbau. Hohenheim, 1985 (Arbeitsbericht; 4)
- Ewald Böckenhoff: Nachfrageveränderungen bei Milch durch Imitationsprodukte. Analyse und Prognose der Nachfrage nach Imitationsprodukten für Milch und Milcherzeugnisse in der EG im Falle einer Aufhebung des Verbots dieser Imitationsprodukte. Landwirtschaftsverlag, Münster-Hiltrup 1989 (Schriftenreihe des Bundesministers für Ernährung, Landwirtschaft und Forsten. Reihe A, Angewandte Wissenschaft; 371)
- Rainer Pflugfelder: Auswirkungen der Garantiemengenregelung Milch auf den Markt für Rindfleisch. Landwirtschaftsverlag, Münster-Hiltrup 1991 (Schriftenreihe des Bundesministeriums für Ernährung, Landwirtschaft und Forsten. Reihe A, Angewandte Wissenschaft; 401)
- Eckart Musfeldt: Gutachten zum Thema „Notwendigkeit zur Schaffung einer deutschen Terminbörse für Agrarprodukte“. Forschungsauftrag 93 HS 019. o. O., 1993
- Ewald Böckenhoff und Miguel Merino-Pacheco: Vergleich der Aktivitäten zur Förderung des Absatzes von Agrarprodukten regionaler Herkunft in Katalonien und in Baden-Württemberg. Europäische Forschungsstelle für den Ländlichen Raum, Univ. Hohenheim, Stuttgart 1996. (EFLR-Forschung;1996,2)